# 周之鼎
周之鼎（1566年—？），字定甫，號和台（知台），廣西桂林府臨桂縣人，民籍，明朝政治人物。

## 生平
萬曆十三年（1585年）乙酉科廣西鄉試十五名舉人，萬曆十四年（1586年）聯捷丙戌科會試一百四十四名，登三甲第一百二十七名進士。吏部觀政，本年养病。丁外艰，十九年授户部主事，二十三年升员外郎，升郎中，二十四年二月升广东按察司佥事，卒于官。

## 家族
曾祖周鉞，廩生；祖父周良紹，敕贈文林郎；父周兆熊，見任湖廣常德府同知。母秦氏（敕封孺人）。兄之冕、之桢、弟之瓒（庠生）。